# 보건복지백서
$)$)$($,',"$*$*&$^'^보건복지백서(保健福祉白書)는 보건복지부가 발행하는 백서로서, 국민 건강과 생명을 보호하고 증진하기 위하여 1995년부터 매년 발간되고 있다.

## 연혁
- 1995년 첫 번째 보건복지백서 발간.
- 1996년 두 번째 보건복지백서 발간.
- 1997년 세 번째 보건복지백서 발간.
- 1998년 네 번째 보건복지백서 발간.
- 1999년 다섯 번째 보건복지백서 발간.
- 2000년 여섯 번째 보건복지백서 발간.
- 2001년 일곱 번째 보건복지백서 발간.
- 2002년 여덟 번째 보건복지백서 발간.
- 2003년 아홉 번째 보건복지백서 발간.
- 2004년 열 번째 보건복지백서 발간.
- 2005년 열한 번째 보건복지백서 발간.
- 2006년 열두 번째 보건복지백서 발간.
- 2007년 열세 번째 보건복지백서 발간.
- 2008년 열네 번째 보건복지백서 발간.
- 2009년 열다섯 번째 보건복지백서 발간.
- 2010년 열여섯 번째 보건복지백서 발간.
- 2011년 열일곱 번째 보건복지백서 발간.
- 2012년 열여덟 번째 보건복지백서 발간.
- 2013년 열아홉 번째 보건복지백서 발간.
- 2014년 스물 번째 보건복지백서 발간.
- 2015년 스물한 번째 보건복지백서 발간.
- 2016년 스물두 번째 보건복지백서 발간.
- 2017년 스물세 번째 보건복지백서 발간.
- 2018년 스물네 번째 보건복지백서 발간.
- 2019년 스물다섯 번째 보건복지백서 발간.
- 2020년 스물여섯 번째 보건복지백서 발간.
- 2021년 스물일곱 번째 보건복지백서 발간.

## 같이 보기
- 백서
- 외교백서
- 국방백서
- 경제백서
- 통일백서
- 체육백서
- 환경백서
- 해양수산백서